# Minasteron
Minasteron là một chi nhện trong họ Zodariidae

## Các loài
Các loài trong chi này gồm:
- Minasteron minusculum Baehr & Jocqué, 2000
- Minasteron perfoliatum Baehr & Jocqué, 2000
- Minasteron tangens Baehr & Jocqué, 2000